# Jürgen Weiss
Jürgen Weiss (ur. 30 sierpnia 1947 w m. Hard) – austriacki polityk, działacz Austriackiej Partii Ludowej (ÖVP), długoletni członek Rady Federalnej, w latach 1991–1994 minister.

## Życiorys
Absolwent Bundeshandelsakademie Bregenz z 1965. Był urzędnikiem służby cywilnej w Vorarlbergu. Zaangażował się w działalność polityczną w ramach Austriackiej Partii Ludowej. Był dyrektorem regionalnym krajowych struktur ÖVP. W latach 1979–1991 zasiadał w Radzie Federalnej. W latach 1990–1991 pełnił funkcję wiceprzewodniczącego ORF-Kuratorium, organu powierniczego Österreichischer Rundfunk. W pierwszej połowie lat 90. był radnym miejskim w Bregencji.
Od października 1991 do listopada 1994 sprawował urząd ministra do spraw federalnych i reformy administracyjnej w trzecim rządzie Franza Vranitzkiego. W listopadzie 1994 pełnił także czasowo obowiązki ministra rolnictwa i leśnictwa. W 1994 powrócił do Rady Federalnej, wchodząc w jej skład nieprzerwanie do 2009. Czterokrotnie zajmował stanowisko przewodniczącego tej izby (w ramach półrocznych kadencji).

## Odznaczenia
- Wielka Złota Odznaka Honorowa na Wstędze Odznaki Honorowej za Zasługi dla Republiki Austrii[1]
- Wielka Srebrna Odznaka Honorowa Odznaki Honorowej za Zasługi dla Republiki Austrii[1]
- Wielka Złota Odznaka Honorowa za Zasługi Landu Wiedeń[1]
- Złota Odznaka Honorowa za Zasługi Landu Salzburg[1]
- Wielki Krzyż Zasługi z Gwiazdą Orderu Zasługi Republiki Federalnej Niemiec[1]
- Wielki Krzyż Order Zasługi Księstwa Liechtenstein[1]
- Krzyż Wielki Orderu Świętego Sylwestra (odznaczenie papieskie)[1]